# Saint-Symphorien-les-Ponceaux
Pour les articles homonymes, voir Saint-Symphorien et Ponceaux.
Saint-Symphorien-les-Ponceaux est une ancienne commune d'Indre-et-Loire, réunie à celle d’Avrillé-les-Ponceaux par Ordonnance Royale du 31 décembre 1817. 

## Toponymie
De Sancto Symphoriano de Porcellis, 887 (Chronicon Turonense magnum) ; Sanctus Symphorianus de Porcellis, XIIe s. (Missale Beatae Martini) ; Comune de Porceaus, 1247 (Archives Nationales-JJ 274, Querimoniae Turonum, n° 71).
Porcellus, dérivé de porculus, diminutif bas latin de porcus = porc, aboutit régulièrement à pourceau par diphtongue de la voyelle o et vocalisation du l en eau, transcrit ponceau par sigmatisme.

## Histoire
L’église Saint-Symphorien (XIIIe siècle) de Saint-Symphorien-les-Ponceaux est inscrite sur l’Inventaire supplémentaire des Monuments Historiques : arrêté du 23 septembre 1949.
Cette paroisse faisait partie de l'Anjou et est située dans la Touraine angevine.